# タスカルーサ (アラバマ州)

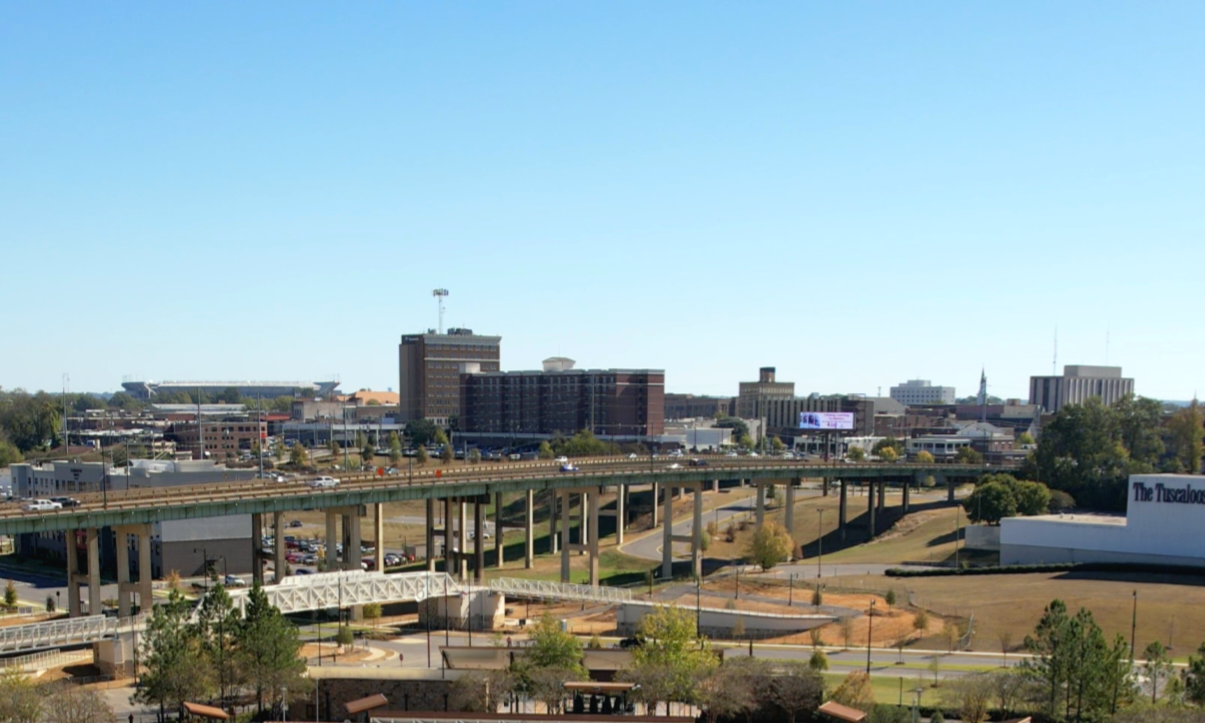
ダウンタウン

タスカルーサ（Tuscaloosa）は、アメリカ合衆国アラバマ州西部に位置する都市。タスカルーサ郡の郡庁所在地である。人口は9万9600人（2020年）。2023年の推計によると10万2000人となっており増加傾向にある。
市名は、1540年にモビラの戦いでエルナンド・デ・ソトと戦い敗れたチョクトー族の酋長タスカルーサ（Tascalusa, 黒い戦士の意）にちなんでいる。
タスカルーサはアラバマ大学が本部キャンパスを構える街として知られる。大学は経済的にも文化的にも同市に大きな影響を与えている。

## 歴史
のちにブラック・ウォリアー川として知られるようになる瀑布線の付近の地域は古くから西アラバマに命運を追って来た様々なインディアンの部族に知られてきた。タスカルーサの付近が浅瀬となっていて最もうまく渡渉できる最南端の地であった。必然的にインディアンの道路網はこの地で一点に集まった。またその道路網は19世紀初年に勇猛な白人開拓者をこの地域へと導きはじめた。
米英戦争以降白人入植者が大幅に増加し、小さなログ・キャビンの集落がクリーク族の大きな村の近くで川の瀑布線に形成された。入植者はタスカルーサ酋長への敬意からタスカルーサと名づけた。1817年、アラバマが準州となりまた連邦議会がアラバマを合衆国の諸州に加える2日前の1819年12月13日、準州議会がタスカルーサの町に設置された。
1826年から1846年までタスカルーサはアラバマ州の州都であった。この間にアラバマ大学が設置される（1831年）。人口や経済は急速に成長したが州都がモンゴメリーに移動すると人口が激減した。1850年代の精神病院のブライス・ステート病院の設置は市の命運を立て直す支えとなった。南北戦争中、アラバマ州が合衆国を脱退したため、数千人のタスカルーサ市民が連合国軍に従軍した。戦争の最後の数週、合衆国の大部隊が進軍し市を襲撃しアラバマ大学のキャンパスに放火した。タスカルーサもまた、戦いによって多大な被害を受け、南部の蒙った不況もまったく分かち合ったのである。
1890年代、アメリカ陸軍工兵隊によってブラック・ウォリアー川に建設された閘門設備とダムは、州内で鉱山採掘や冶金産業に力を入れている、モビール湾の海港への安価な通路を開いた。20世紀初期、国の経済的な成長に伴ってのアラバマ大学や精神医療設備の成長はタスカルーサの順調な成長の原動力となり、100年経っても衰えないでいる。20世紀後半にはミシュランや日本ビクターなどの巨大な生産工場が設置された。そして、タスカルーサの経済的繁栄の新時代を最も良く体現するものは1993年のメルセデスの施設の増設の発表であった。

## 地理

タスカルーサ郡内の位置

タスカルーサは北緯33度12分24秒 西経87度32分5秒 / 北緯33.20667度 西経87.53472度（33.206540, -87.534607）に位置している。
アメリカ合衆国統計局によると、タスカルーサ市は総面積172.8km²である。そのうち145.7km²が陸地であり、27.1km²が水域である。総面積の15.68%が水域となっている。
タスカルーサはタスカルーサ湖とブラック・ウォリアー川に面し、バーミングハムの南西約95キロメートルに位置する。アパラチア高原とGulf Coastal Plainの境界で、デモポリスのトムビグビー川との合流地点からほぼ311キロメートル上流のブラック・ウォリアー川の瀑布線というユニークな位置を占める。すなわち、タスカルーサを取り巻く地域の地勢は、起伏に富み森の茂る北東部と低く平らで湿地帯の南西部というたいへん多様なものである。

## 気候
ケッペンの気候区分ではCfa（温暖湿潤気候）に属し、四季がはっきりしている。温暖で湿潤な大気を送ってメキシコ湾は気候を大きく左右する。秋から春にかけて、この暖かく湿潤な大気と前線に伴って北から来た寒冷で乾燥した大気との相互作用は降水をうみだす。この前線は通常ジェット気流に沿って東から西に向かって進む。顕著な例外はハリケーン期にハリケーンが上陸したときに嵐が真南から真北に動いたり同様に東から西に動いたりすることがあることである。低気圧と高気圧の気団どうしの相互作用は春と秋の間の酷期にもっとも著しい。夏は南から北へジェット気流が流れ、また、もっとも降水するのは、温暖な地表が上空の大気を暖めることによって生じる対流性降雨である。
冬期は12月中旬から2月下旬にかけてであり、気温は −3℃（20°F台半ば）から 12℃（50°F台半ば）にかけて昇降する。平均で年間50日最低気温が氷点や氷点下になる。雨は多く降る一方（12-2月の月毎の平均雨量は約130ミリメートル）、計量可能な降雪は稀であって年間平均降雪量は約150ミリメートルである。春期は普通2月下旬から5月中旬にかけて来、気温は 12℃（50°F半ば）から 30℃（80°F前半）ほどで月間平均降雨量は約128ミリメートルである。夏期は5月中旬から9月下旬まで続き、気温は 18℃（80°F前半）から 35℃（90°F半ば）ほどで 37.8℃(100°F) を超えることはあまりない。月間平均降雨量は僅かに減少し101ミリメートルである。秋は9月中旬より12月上旬までを占めて春の降水量や気温と同様の傾向を示す。
観測史上の最高気温は1952年6月29日にタスカルーサ空港で記録された 41.7℃(107.0°F) で、最低気温は1985年1月21日に観測された −18.3℃(−1.0°F) である。
2011年4月27日、州内で200名を超える死傷者を出した記録的な竜巻災害に見舞われ、タスカルーサも大きな被害を受けたことから、オバマ大統領一家の慰問先となった。

## 政治

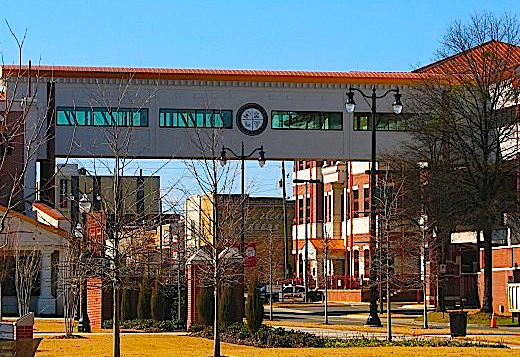
市役所

タスカルーサは市長の強力な種類である市長-市会型の施政形態を持ち、市長と7人の市議会で統治される。市長は市全域から選出され任期4年を勤める。議員は定数1の選挙区から選出され任期は同様に4年である。市長も議員も多選は制限されない。公職はすべて無党派である。
タスカルーサはアラバマ州西部地域で最大の地位にあって、州政府や連邦政府の機関の中枢の役割をはたしている。慣習的に置かれる郡庁舎、つまり、2人の地方裁判所の裁判官、6人の巡回裁判所の裁判官、地方検事及び公設弁護人の合同庁舎に加えて、州運輸省、アラバマ州警察などの複数のアラバマ州政府機関がタスカルーサに事務所を置いている。また、複数の連邦機関が事務局を運営している。
タスカルーサは部分が第6, 7下院議員選挙区、第5, 21, 24上院議員選挙区、第62, 63, 70アラバマ州議会選挙区に割り当てられている。

## 経済
大学の町というイメージの一方、タスカルーサはすべての分野における製造業やサービスに基づく経済の多様さを誇る。タスカルーサ統計的都市部の労働者の25%は連邦、州、また地方行政体によって雇われている。16.7%が製造業に、16.4%が運送業・運輸業、11.6%が金融、情報産業、私企業に、10.3%が鉱山、建築業に、9.2%がサービス業に携わる。教育及び福祉に従事するものは、残りの7.2%でしかない。
都市の産業基盤には、ユニロイヤル・グッドリッチ・タイヤ・マニュファクチャリング（ミシュラン支社）、JVCアメリカ(日本ビクター)、ファイファー・ワイア・プロダクツ、ガルフ・ステーツ・ペーパー・コーポレーション、そして、メルセデス＝ベンツ・アメリカ・インターナショナルの組立及び関連部品の提携各社の工場がある。
アラバマ大学や、DCH地域医療センター、ブライス・ステート精神病院などの福祉と教育は、タスカルーサのサービス分野の要となっている。

## 教育

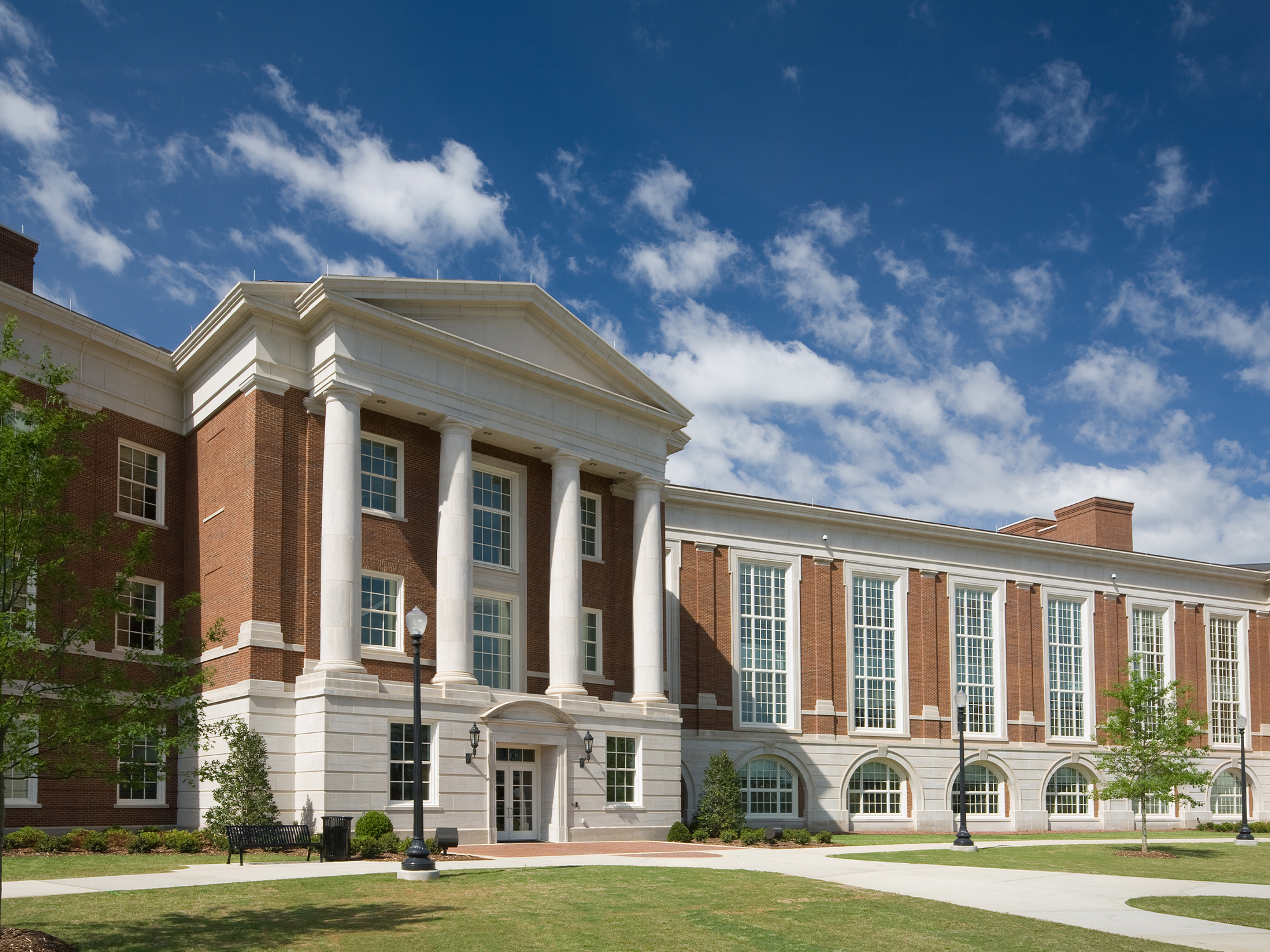
アラバマ大学 工学部

アラバマ大学は、1831年の開校よりタスカルーサの「顔」となっている。アラバマ大学システムの旗艦校であり、アラバマ州を代表する高等教育機関である。約4万人の学生が在籍している。
1875年に開校されたスティルマン大学は、黒人の人文科学の大学として開校され、西部タスカルーサにて約1,200人の学生が在籍している。
シェルトン州立短期大学は、州内において規模が大きい大学の一つである。学生数は約8,000人である。卒業後に4年制大学へ転校する学生が多い。生涯学習クラスの社会人や二重登録制度によって高校と大学の単位を履修している高校生が含まれる。
タスカルーサでは市が学校制度を運営している。8人の地区から選出された委員と、市全域より投票で選ばれた委員長からなる教育委員会によって監視される。委員会は監督者を任命して日々の制度業務の運営に当たらせている。予算は1億ドルで、約10,300人の生徒が登録する。

## メディア
タスカルーサは全米40番目の規模であるバーミングハム＝タスカルーサ＝アニストン・テレビジョン・マーケットに含まれる。また、タスカルーサは全米233番目の規模のラジオ・マーケットである。
「タスカルーサ・ニューズ」は市内の有力な日刊紙である。他紙には、「プラネット・ウィークリー」、「シティ・マガジン」、「タスカルーサ・ビジネス・インク」がある。

## 交通

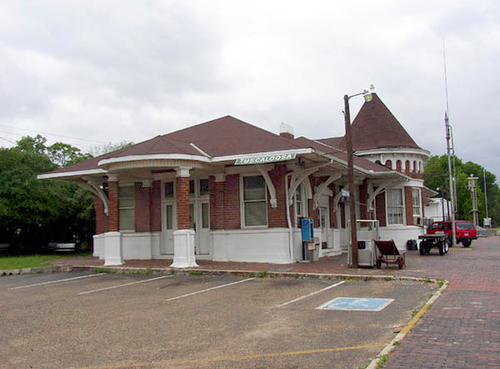
タスカルーサ駅

### 鉄道
タスカルーサ駅にニューヨークとニューオーリンズを結ぶアムトラックのクレセント号が一日一往復停車する。

### 道路
州間高速道路20号線が東西に通る。

### 空港
乗客の減少により、タスカルーサ空港の定期便は2000年以降休止している。

## 医療
DCH地域医療センターがタスカルーサの主要な病院である。

## 名所
- アラバマ大学植物園

## 人口統計
以下は2000年国勢調査における人口統計データである。
| 基礎データ - 人口: 77,906人 - 世帯数: 31,381世帯 - 家族数: 16,945家族 - 人口密度: 534.8人/km² - 住居数: 34,857軒 - 住居密度: 239.3軒/km² 人種別人口構成 - 白人: 54.09% - アフリカン・アメリカン: 42.73% - ネイティブ・アメリカン: 0.16% - アジア人: 1.49% - 太平洋諸島系: 0.02% - その他の人種: 0.63% - 混血: 0.87% - ヒスパニック・ラテン系: 1.40%は 年齢別人口構成 - 18歳未満: 19.8% - 18-24歳: 24.5% - 25-44歳: 25.4% - 45-64歳: 18.5% - 65歳以上: 11.8% - 年齢の中央値: 28歳 - 性比（女性100人あたり男性の人口） - 総人口: 90.8 - 18歳以上: 87.9 | 世帯と家族（対世帯数） - 18歳未満の子供がいる: 23.9% - 結婚・同居している夫婦: 35.0% - 離婚・未婚・死別女性が世帯主: 15.7% - 非家族世帯: 46.0% - 単身世帯: 35.2% - 65歳以上の老人1人暮らし: 9.3% 収入と家計 - 収入の中央値 - 世帯: 27,731米ドル - 家族: 41,753米ドル - 性別 - 男性: 31,614米ドル - 女性: 24,507米ドル - 人口1人あたりの収入: 19,129米ドル - 貧困線以下 - 対人口: 23.6% - 対家族数: 14.2% - 18歳未満: 25.3% - 65歳以上: 13.4% |

## 姉妹関係
日本の千葉県習志野市とは、同じく文教都市であるとの理由で1986年より姉妹都市の関係にある。またアラバマ大学は、千葉大学と姉妹校である。